# راکوو (شهرستان کیلتسه)
راکوو (به لهستانی:  Raków) یک روستا در لهستان است که در گمینا راکوو واقع شده‌است. راکوو ۱٬۲۱۳ نفر جمعیت دارد.